# Betty McKinnon
Betty McKinnon, född 1 januari 1924, död 24 juni 1981 i Queensland, var en australisk friidrottare (sprinter).
McKinnon blev olympisk silvermedaljör på 4 x 100 meter vid sommarspelen 1948 i London.